# Масонская тайна
Масонская тайна является одним из важнейших элементов масонского посвящения.
Её не было, вероятно, во времена существования корпораций каменщиков, а была коммерческая тайна, которую сохраняли в тайне мастера. Когда масонство стало «спекулятивным» (по-французски философским) в Англии в 1717 году, то появилось требование ко всем членам братства о сохранении тайных знаков, слов и рукопожатий («знаки, захваты и слова»).
Хотя эти тайны были опубликованы в Англии и Франции уже в 1730 году, масоны всегда продолжали хранить их и уважать и воздерживаться от демонстрации их за пределами своих лож.
Постепенно эта тема таинственности продолжала расти и сегодня существуют различные исторические, инициатические, философские и практические масонские тайны.

## Масонские тайны Устава древних обязательств
Иногда этот устав называют Уставом древних обязательств, в ходе проведения которого новый член гильдии каменщиков в Англии и Шотландии в соответствии с обычаями средневековья принимался в мастерскую (ложу).
Церемония приёма включала в себя три отличительных момента:
1. Новый член клал руку на книгу «Обязательств мастера» и зачитывал заповеди в ней содержащиеся.
2. Шло краткое торжественное наставление, в ходе которого от принимаемого требовали соблюдения этих правил.
3. Наконец, предупреждение, что принимаемый совершит серьёзную ошибку перед Богом, если он не в силах исполнить своё обещание и взятые на себя обязательства[1].

Этот устав отличается от Устава слово масона, который происходит из кальвинизма, и который появился позже, в Шотландии, между 1628 и 1636 годами, и отличался двумя особенностями:
1. Он не включал передачу знаков или секретных слов[3].
2. Для принесения обязательств использовалась «Книга обязательств мастера», а не Библия, что согласовывалось с запретом католической и англиканской церквей о принесении обязательств.

Вполне вероятно, однако, существование в этом уставе коммерческой тайны, и, возможно, символа тайны, а также связанные с искусством памяти в виде фигурок, которые должны были быть сделаны.

## Масонские тайны Устава слово масона
Устав слово масона был разработан в ложе Килуиннинг № 0, между 1628 и 1637 годами.
Старые документы упоминают о ритуале, который должен получить каждый новый член ложи давая рукопожатие в ходе которого он в устной форме называл имена двух колонн стоявших в притворе Храма царя Саломона, ссылаясь на библейский отрывок из Послания Павла к Галатам (Гал. 2,9) напоминая об обмене рукопожатиями (рука истины) между Петром и Иоанном.
В более поздних документах, в том числе в «Эдинбургском манускрипте» начиная с 1696 года, показывается заметное развитие в этот период ритуала, который использовался в ложе «Кенонгейт-Килуиннинг». В этих документах указывается, в частности, «катехизис» с вопросами и ответами, описывается компьянаж, и передача дополнительных слов «M. B.» во втором градусе.

## Традиционная секретность в отношении знаков, слов и рукопожатия
Тайна заключается в основных традиционных знаках, словах и рукопожатиях, которые являются специфическими для масонов. Они не могут охватить всю масонскую символику, часто из-за их библейского происхождения и широкой общественной известности.

## Принадлежность к братству
Тайна принадлежности к Братству. Масон имеет право раскрыть своё членство в масонстве, но не принадлежность к масонству кого-либо из своих братьев.
Можно заметить, что тайна членства воспринимается англосаксами несколько по иному, чему можно найти подтверждение в некоторых местах (например в Новой Зеландии). В масонских храмах этой страны можно увидеть профанов, так в ней не было антимасонской пропаганды и масоны не преследовались.

## «Тайный характер»
Вероятно, следует понимать под «тайным характером» невозможность постижения таинственности, которая может быть понята через проживание в масонстве, и только переживанием во время масонской тайной инициации.

## Раскрытие информации
Масонские тайны фактически широко раскрыты для общественности в самом начале истории масонства. К самым старым и раскрытым и наиболее известным относятся:
- «Масонские испытания» (A mason’s examination), издана в Лондоне в 1723 году. Это старейший печатный раскрытый документ[13].
- «Масонство в разрезе» (Masonry dissected), Самуэль Причард, напечатана в Лондоне в 1730 году. Это один из самых известных исторических документов[14].
- «Принятие в вольные каменщики» — первое раскрытие во Франции. Опубликовано в 1738 году в «Ведомостях Голландии».
- «Три различных стука» («Три отдельных удара»), напечатано в 1760 году.

## Дисциплина сохранения секретности масонского посвящения
Хотя все признаки «тайны» масонства, как было доказано с момента его создания были раскрыты, масоны всегда продолжали во всех уставах и ложах в мире, брать на себя обязательство по сохранению их.

## Споры
Появление высших масонских степеней, с 1740-х годов, возродили споры вокруг масонской тайны. В частности, появившиеся в конце XIX века теории, поддерживающиеся и некоторыми масонами и антимасонами, что настоящая масонская тайна не была изложена в различных докладах и не была раскрыта полицией, и что тайна остаётся неизвестной для большинства масонов. С этой точки зрения преподносятся «факты» в очень популярных теориях заговора, но только очень немногие члены высших градусов с ними знакомы.